# Amiyah Scott
Amiyah Scott (Manhattan, 11 de janeiro de 1988) é uma atriz, modelo, autora e dançarina norte-americana. Ela é conhecida por sua presença em aplicativos de mídia social como o Instagram, por ser uma figura importante na comunidade LGBTQIA+ e por seu papel como Cotton na série de televisão Star, da Fox (2016-2019). Ela também apareceu na oitava temporada de The Real Housewives of Atlanta.

## Primeiros anos
Amiyah Scott nasceu em Manhattan em 11 de janeiro de 1988. Ela foi criada em Nova Orleans, Louisiana.
Quando adolescente, ela sofreu bullying por ser transgênero. Aos quinze anos, ela saiu da casa dos pais e explorou oportunidades de empreendedorismo. Desde a juventude, ela tem sido um membro muito respeitado da comunidade LGBTQIA+.

## Carreira

### Como atriz
Scott se tornou uma celebridade da internet quando vídeos dela se apresentando em salões de baile foram publicados no YouTube. Ela então se tornou "insta-famosa" após postar uma foto de antes e depois que contrastava seu eu jovem, estilizado como masculino, e seu eu atual, a mulher autorrealizada.
Em 2015, foi anunciado que Scott havia sido adicionada ao elenco de The Real Housewives of Atlanta para sua oitava temporada; ela foi a primeira mulher transgênero a ser escalada para a franquia Real Housewives. Scott mais tarde deixou o programa, afirmando que ficou ofendida com a maneira como os produtores queriam que ela se comportasse, o que ela acreditava que seria uma exploração de sua identidade trans. Os produtores do canal de televisão Bravo, posteriormente, alegaram que o motivo pelo qual Scott não estava mais no programa era porque sua identidade transgênero "não era suficiente para torná-la interessante".
Pouco depois de sua saída de Housewives, Scott foi escalada por Lee Daniels para o show Star; este se tornou o primeiro papel de Scott como atriz. Ela estrelou a série de 2016 a 2019, por três temporadas.

### Como ativista LGBTQ
Além de atuar, Scott é palestrante motivacional e ativista com o objetivo de dar voz às mulheres transgênero. Suas apresentações focam nos temas de bullying, autoestima e autoaceitação. Em um evento em Atlanta organizado pela Associação Gay e Lésbica contra a Difamação (GLAAD), a presidente da GLAAD, Sarah Kate Ellis, disse que "Amiyah Scott é uma atriz talentosa e uma defensora brilhante que usa sua voz para elevar mulheres transgênero de cor e educar fãs em todos os lugares sobre pessoas transgênero e questões. Em um momento em que a visibilidade LGBTQ no Sul é fundamental para levar nossa comunidade adiante, temos orgulho de apoiar mulheres como Amiyah para promover mensagens de amor e aceitação." Além disso, Scott também se manifesta na política. Por exemplo, ela criticou algumas das políticas do governo Trump junto com outras ativistas da comunidade transgênero, como Laverne Cox e Janet Mock.

### Como escritora
Scott publicou seu primeiro livro, um livro de memórias chamado Memoirs of a Mermaid, em 31 de março de 2019.

### Como empresária
Scott tem uma linha de beleza, Amiyah Beauty, com a RivalWorld. Seu primeiro produto é um gloss labial.

## Prêmios e indicações
| Ano  | Prêmio                   | Notas                           |
| ---- | ------------------------ | ------------------------------- |
| 2018 | Prêmio GLAAD Rising Star | Concedido no GLAAD Atlanta Gala |

## Filmografia
| Ano       | Programa de TV | Papel                      | Notas                         |
| --------- | -------------- | -------------------------- | ----------------------------- |
| 2016–2019 | Star           | Algodão                    | 48 episódios (temporadas 1–3) |
| 2021      | Legendary      | Ela mesma (Júri Convidada) | Episódio "Plastic Fantastic"  |

### Podcasts
| Ano               | Programa de TV |
| ----------------- | -------------- |
| 7 de maio de 2019 | LGBTQ&A        |